# 2022년 북서태평양 열대저압부
이 문서에서는 2022년에 발생하는 열대저압부들의 활동에 대해 기록하고 있다. 
| 이전 2021년 | 열대저압부 정보 2022년 | 다음 2023년 |

## 활동한 열대저압부

### 제1호 열대저기압 01W
3월 29일 9시에 일본 기상청 일기도에서 생겨난지 2일 후, 01W로 격상되었지만 베트남 상륙을 앞둬 미군합동태풍경보센터에서 마지막 정보를 발표하고, 4월 2일 완벽히 소멸했다.

### 열대저기압 13W (가르도)
8월 29일 나타나 급발달, 8월 31일 태풍발생예보를 시작한다. 하지만 힌남노에게 흡수 되기 시작해서 9월 1일 태풍 발생예보를 취소하고, 9월 3일 15시에 완벽히 흡수됐다.

## 같이 보기
- 2022년 태풍
- 2022년 북인도양 사이클론
- 2022년 북대서양 허리케인
- 2022년 동태평양 허리케인